# Abbey Murphy
Abigail „Abbey“ Murphy (* 14. April 2002 in Evergreen Park, Illinois) ist eine US-amerikanische Eishockeyspielerin, die für die Minnesota Golden Gophers in der National Collegiate Athletic Association (NCAA) spielt und Mitglied der US-amerikanischen Frauen-Eishockeynationalmannschaft ist. Zusammen mit Kendall Coyne Schofield ist sie eine der zwei Spielerinnen, die jemals in drei aufeinanderfolgenden Finalspielen der U18-Frauen-Weltmeisterschaft einen Scorerpunkt erreichten.

## Karriere
Murphy begann im Alter von sieben Jahren mit dem Eishockeyspielen. Ihr Nachbar brachte ihr das Schlittschuhlaufen bei, nachdem er ihr in seinem Hinterhof beim Spielen zugesehen hatte. Sie trat zunächst als eines von nur wenigen Mädchen dem St. Jude Knights Hockey Club bei, bevor sie sich im Alter von zehn Jahren den Chicago Mission anschloss. Mit den Mission gewann sie eine Staatsmeisterschaft auf U16-Ebene.
Im Jahr 2020 begann sie ihr Studium an der University of Minnesota und spielte dort für die Minnesota Golden Gophers, das Fraueneishockeyteam der Universität. Während der Saison 2021/22 setzte sie vom Spielbetrieb aus, um sich mit USA Hockey zentralisiert auf die Olympischen Winterspiele 2022 vorzubereiten. Daher spielt sie seither als sogenannte Redshirt-Spielerin.

### International
Murphy vertrat die Vereinigten Staaten bei den U18-Frauen-Weltmeisterschaften 2018, 2019 und 2020. Sie erzielte in 15 Spielen insgesamt 13 Punkte und gewann zweimal Gold und einmal Silber. Zudem debütierte sie bei der 2021 für die Frauen-Nationalmannschaft bei einer Weltmeisterschaft und gewann die Silbermedaille.
Im Januar 2022 wurde Murphy in den Kader der US-amerikanischen Nationalmannschaft berufen, um die Vereinigten Staaten bei den Olympischen Winterspielen 2022 zu vertreten, bei der sie ebenfalls die Silbermedaille gewann. Ein Jahr später, bei den Weltmeisterschaften 2023, wurde sie zum ersten Mal in ihrer Karriere Weltmeisterin.

## Erfolge und Auszeichnungen
| - 2018 Goldmedaille bei der U18-Weltmeisterschaft - 2019 Silbermedaille bei der U18-Weltmeisterschaft - 2020 Goldmedaille bei der U18-Weltmeisterschaft - 2021 Silbermedaille bei der Weltmeisterschaft | - 2022 Silbermedaille bei den Olympischen Winterspielen - 2023 Goldmedaille bei der Weltmeisterschaft - 2024 Silbermedaille bei der Weltmeisterschaft - 2025 Goldmedaille bei der Weltmeisterschaft |

## Karrierestatistik
Stand: Ende der Saison 2023/24

### International
Vertrat die USA bei:
| - U18-Weltmeisterschaft 2018 - U18-Weltmeisterschaft 2019 - U18-Weltmeisterschaft 2020 - Weltmeisterschaft 2021 | - Olympischen Winterspielen 2022 - Weltmeisterschaft 2023 - Weltmeisterschaft 2024 |

(Legende zur Spielerstatistik: Sp oder GP = absolvierte Spiele; T oder G = erzielte Tore; V oder A = erzielte Assists; Pkt oder Pts = erzielte Scorerpunkte; SM oder PIM = erhaltene Strafminuten; +/− = Plus/Minus-Bilanz; PP = erzielte Überzahltore; SH = erzielte Unterzahltore; GW = erzielte Siegtore; 1 Play-downs/Relegation; Kursiv: Statistik nicht vollständig)